# Calliandra biflora
Calliandra biflora là một loài thực vật có hoa trong họ Đậu. Loài này được Tharp miêu tả khoa học đầu tiên.